# Opinião (bar)
O Opinião é uma casa de espetáculos brasileira com capacidade para até 2.000 pessoas localizada no bairro Cidade Baixa, em Porto Alegre.
Fundado em 18 de outubro de 1983, o Opinião tem sido um dos mais ativos espaços de música ao vivo da cidade, e possui uma agenda semanal vinculada especialmente ao Rock 'n' roll.

## História

### O Bar Opinião (1983-1987)
A história do Opinião tem origem em um bar localizado na rua Joaquim Nabuco, nº 469. Fundado por estudantes universitários, Alexandre Lopes (Alemão) e Claudio Favero, o Bar Opinião tinha capacidade inicial para 700 pessoas, e estreou em 18 de outubro de 1983 com os shows de Totonho Villeroy e Maria Rita Stumpf. Desde o início de suas operações o local já sediava shows nacionais, como Arrigo Barnabé. O Bar Opinião funcionou nesse endereço até 1987, quando mudou-se para a rua José do Patrocínio, nº 834, onde hoje está estabelecida a casa de espetáculos.

### Mudança de endereço e a primeira ampliação (1987-1995)
Em 1987, o Opinião reestreou em novo local com uma capacidade momentaneamente inferior à anterior: a lotação máxima da casa passou a ser de 300 pessoas. Todavia, com a compra dos terrenos vizinhos e a posterior ampliação do espaço, a casa passou a comportar 600 pessoas. Em 1992, a agenda de shows do Opinião foi intensificada com a criação da Opinião Produtora. Nesse período, começam a frequentar o palco do Opinião os principais artistas e bandas dos cenários nacional e internacional: apresentam-se nesse período nomes como Skank, Cidade Negra, Pato Fu, Mike Stern e Michael Hill's Blues Mob.

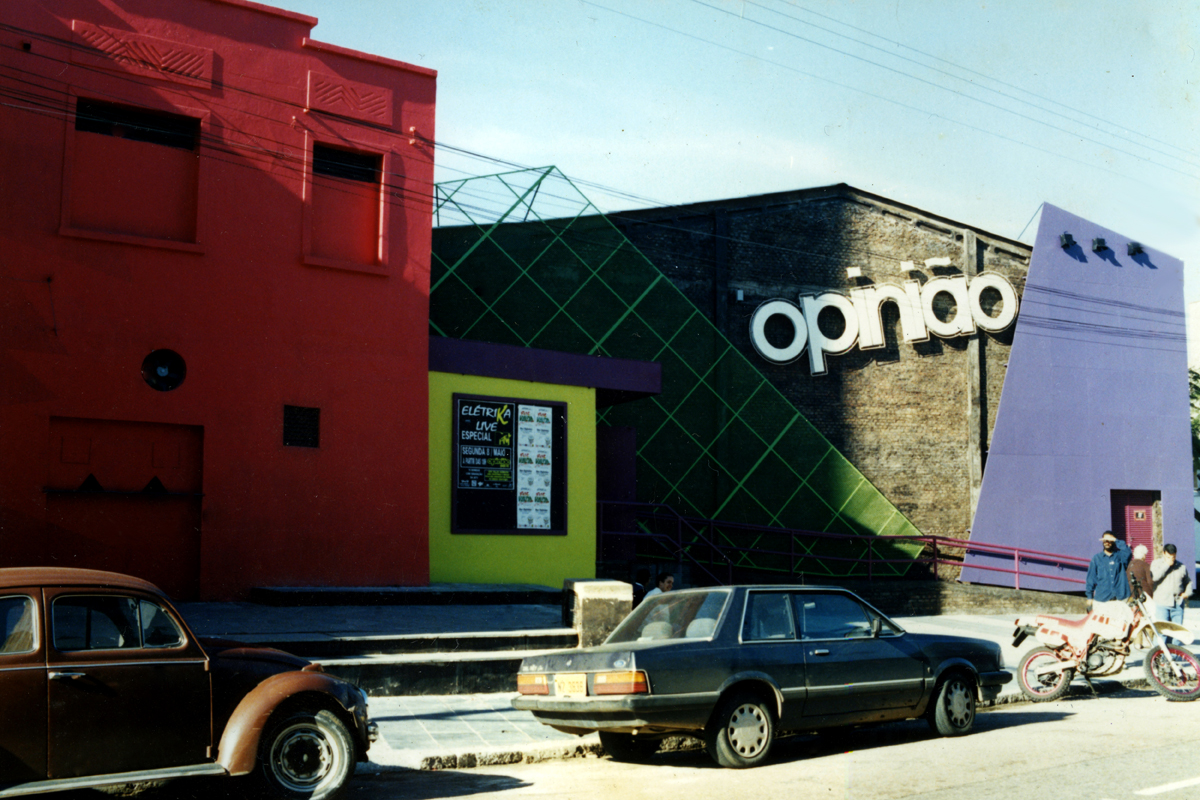
Primeira fachada do Opinião após a reforma.

### A grande reforma e o novo Opinião (1995 em diante)
Em janeiro de 1995, o Opinião sofreu uma reforma radical, e ampliou sua capacidade de 600 para 2.000 pessoas. Foram instaladas saídas de emergência, proteção contra incêndio, rampas de acesso e banheiros para portadores de necessidades especiais e sistema de refrigeração.
A partir desse momento, a casa se estabelece como um dos mais importantes espaços culturais do Rio Grande do Sul, e passa a receber grandes nomes da música internacional, como Dulce María, Anahí, Maite Perroni, Bob Dylan, Charly García, Creedence Clearwater Revival, Fito Páez, Mercedes Sosa e outros. Paralelamente, sedia diversos concursos e eventos de incentivo ao rock gaúcho e à música independente.
Desde 2009, a casa utiliza o slogan "O Templo do Rock", embora sedie espetáculos musicais de outros estilos.

## Shows

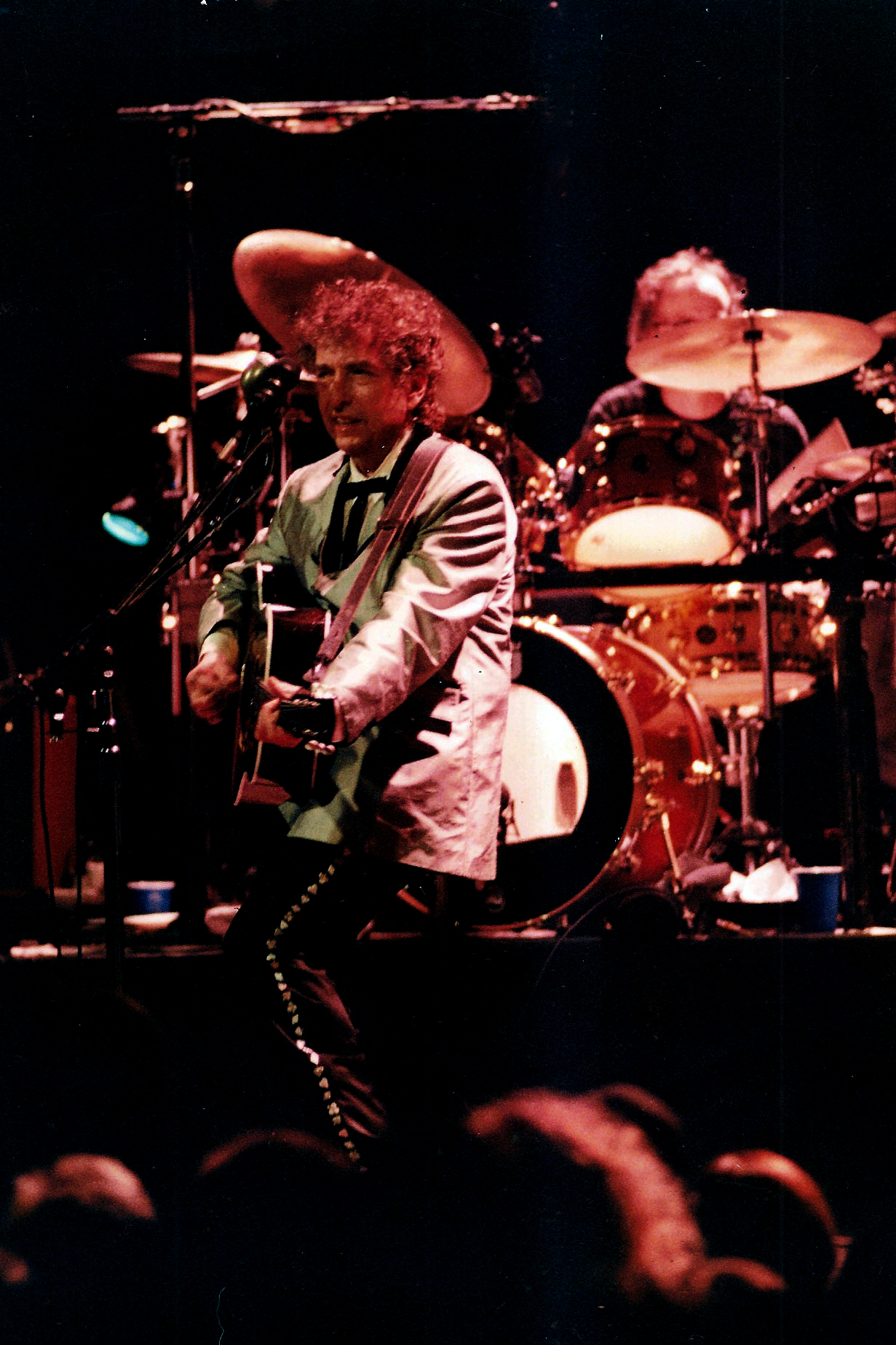
Bob Dylan em 1998 no Opinião.

### Nacionais
Com a criação da Opinião Produtora no início dos anos 90 e a utilização da casa por produtoras parceiras, o Opinião passou a receber diversos nomes do cenário musical do país. Já passaram pela casa artistas como Adriana Calcanhoto, André Matos, Angra, Arlindo Cruz, Arnaldo Antunes, Barão Vermelho, Chico Science & Nação Zumbi, Dead Fish, Diogo Nogueira, Ed Motta, Elza Soares, Ira!, Jorge Ben, Júpiter Maçã, Kid Abelha, Lobão, Luiz Melodia, Maria Gadú, Mart'nália, MV Bill, Mundo Livre S/A, Nando Reis e Os Infernais, O Rappa, Paralamas do Sucesso, Pato Fu, Pedro Luís e a Parede, Pitty, Planet Hemp, Plebe Rude, Racionais MC's, Raimundos, Renato Borghetti, Reação em Cadeia, Sepultura, Seu Jorge, Titãs, Zeca Baleiro, Capital Inicial, Charlie Brown Junior, Baiana System e Gloria.

### Internacionais
Também no início dos anos 90, o Opinião tornou-se uma das casas de espetáculos com maior frequência de shows internacionais de Porto Alegre. Apresentaram-se na casa artistas e bandas como Afrika Bambaataa, Anahí, Carlos Villagrán, Christian Chávez, Christopher Uckermann, Dulce María, Blind Guardian, Bob Dylan, Cat Power, Charly García, Creedence Clearwater Revival, Deep Purple, Edgar Vivar, Edguy, Echo & The Bunnymen, Édgar Vivar, Epica, Fito Páez, Helloween, Jethro Tull, Judas Priest, Little Joy, Living Colour, Kamelot, Maite Perroni, Maná, Marky Ramone, Mercedes Sosa, Motörhead, Mr. Big, Nightwish, Roger Hodgson, Soldiers of Jah Army, Spy vs. Spy, Steppenwolf, Suicidal Tendencies, Steve Vai, Stratovarius, Tarja Turunen, The Skatalites, The Toy Dolls, Yes, Marduk, Asking Alexandria, Chelsea Grin, Sum 41, Sublime With Rome, Miss May I e Motionless In White.

## Setores
O Opinião possui dois setores: a pista, no espaço inferior, e o mezanino, no entorno acima da pista. Somados os dois espaços, a casa possui lugar para cerca de 2.000 pessoas em pé. A configuração atual do mezanino possui ainda uma área VIP reservada patrocinada pela cerveja Devassa. A área total dos setores da casa é de 1.000m². Todos os espaços possuem ar-condicionado.
A fim de permitir o acesso por portadores de necessidades especiais, o Opinião possui rampas de acesso à pista e banheiros adaptados.

## Prêmios e indicações

### Prêmio Açorianos
| Ano  | Categoria       | Indicação                            | Resultado |
| ---- | --------------- | ------------------------------------ | --------- |
| 2012 | Menção Especial | Opinião (pelos 30 anos de atividade) | Venceu    |